# Museo de la Lucha por la Liberación de Ucrania
El Museo de la Lucha por la Liberación de Ucrania era un museo ucraniano de documentos diplomáticos de la época de la República Popular de Ucrania y el Estado de Ucrania (1917-1921). Existió desde mayo de 1925 hasta 1948 en Praga, Checoslovaquia. 

## Historia

### Establecimiento
El museo fue creado en mayo de 1925 gracias a los esfuerzos de famosos diplomáticos ucranianos como: Dmytro Antonovich (exjefe de la misión de la UNR en Roma), Dmytro Doroshenko (Ministro de Asuntos Exteriores del Estado de Ucrania), Stepan Smal-Stotsky ( República Popular de Ucrania Occidental). embajador en Checoslovaquia) y Andrii Yakovliv (director del Departamento de Asuntos Exteriores, oficial de enlace del Ministerio de Asuntos Exteriores y jefe de la misión diplomática de la UNR en Bélgica y los Países Bajos). 

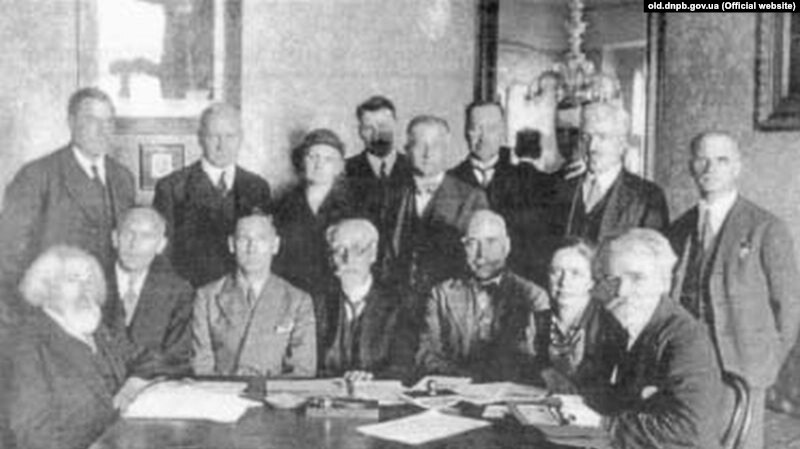
"Reunión de la Sociedad MVBU. Sentados de izquierda a derecha: Siropolko, Virovy, Antonchuk, Ivan Horbachevsky, Yakovlev, Antonovycheva, Antonovych. Stand: Telukhin, Ivanytsky, Syropolcova, Narizhny, Palka, Kabachki, Mirny, Omelyanovich-Pavlenko.

Checoslovaquia fue uno de los centros de emigración ucraniana en Europa occidental después de la derrota de la lucha por la liberación del pueblo ucraniano durante 1917-1921. Praga albergó un gran número de sociedades científicas ucranianas, instituciones de investigación y varias organizaciones no gubernamentales: la Sociedad Histórica y Filológica de Ucrania en Praga, la Sociedad de Derecho de Ucrania en Praga, la Sociedad Ucraniana de Admiradores de Libros en Praga, la Sociedad Pedagógica de Ucrania en Praga y otras. Como resultado, la proximidad geográfica a Ucrania, el gran número de población ucraniana autóctona y la política liberal de las autoridades hacia los emigrantes ucranianos se convirtieron en una premisa importante para la importante concentración de la élite política y científica ucraniana y su activa vida nacional en Checoslovaquia. Uno de los resultados de esta actividad fue la creación de la Sociedad «Museo de la Lucha de Liberación de Ucrania». El motivo de la creación de la Sociedad fue la idea de establecer un museo con el mismo nombre. El 16 de enero de 1925, el Ministerio de Asuntos Exteriores de Checoslovaquia, con el apoyo de Tomasz Masaryk, aprobó el estatuto de la Sociedad "Museo de la Lucha de Liberación de Ucrania", cuya tarea se definía como "el estudio científico de todo lo relacionado con la lucha". por la liberación recopilando, ocultando y describiendo todos los elementos y materiales relacionados con estos objetivos para permitir la realización del trabajo científico sobre su base». Para lograr este objetivo, la Sociedad tuvo que organizar y mantener un museo y un archivo, donde se planeó recolectar los signos recordatorios de la lucha de liberación de Ucrania: libros, revistas, fotografías, ropa militar, armas y materiales documentales de historia y valor científico. Además, estaba previsto organizar exposiciones, promover la elaboración e investigación científica de los signos recordatorios, organizar lecturas académicas y populares y publicar catálogos, revistas, libros y reproducciones.
La primera asamblea general de la Sociedad tuvo lugar el 28 de mayo de 1925. En ella se eligió la Junta Directiva, la cual quedó conformada por el académico Iván Horbachevsky como presidente de la Sociedad, el profesor Lototskyy como vicepresidente, y otros miembros como M. Omelyanovych-Pavlenko, A. Kolessa, V. Bidnov, V. Starosolskyy, M. Korduba, entre otros. De esta manera, la Junta Directiva de la Sociedad estaba integrada por destacadas figuras del ámbito científico y cultural, hecho que elevó enormemente el estatus de la institución e influyó positivamente en la definición de los principios que regirían su labor.

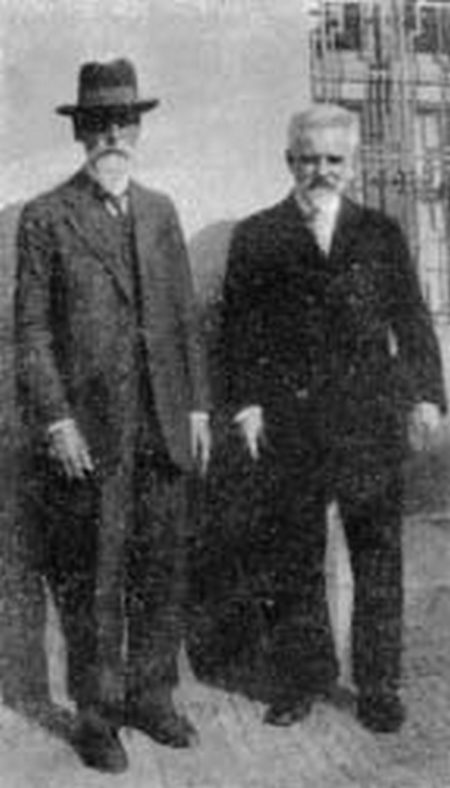
El primer presidente de la Sociedad “Museo de la Lucha por la Liberación de Ucrania”, el profesor Ivan Horbachevsky y el director del Museo, el profesor Dmytro Antonovych, el Archivo de Mushinka.

Desde los primeros días, la Sociedad se puso a trabajar activamente en la creación de un museo, donde sería posible conservar todos los documentos históricos relacionados con la historia de la lucha por la liberación del pueblo ucraniano. El museo fue inaugurado en mayo de 1925; Su director fue el profesor Dmytro Antonovich . La creación del Museo de la Lucha de Liberación de Ucrania unió a todos los que lucharon por los ideales del Estado y los defendieron, así como a aquellos que vinieron después y encontraron los documentos de la historia real. Cada fundador podía considerarse un patriota y un representante de la idea suprema del Estado.
El proceso activo de completar su colección comenzó inmediatamente después de la fundación del Museo. Como consta en el documento:

«No hubo un solo día en que el museo no recibiera nuevos materiales, a veces más, a veces menos, a veces los traían en carretas o carretas…»

### Trabajo independiente
En abril de 1926 la Sociedad se enfrentó al problema de cerrar el museo. Las autoridades checas insistieron en que había que desalojar el edificio asignado al museo y que todos los documentos debían entregarse a los archivos del Ministerio de Asuntos Exteriores de Checoslovaquia. En la reunión del 17 de junio de 1929, la Junta Directiva de la Sociedad decidió:

«Hasta que la Sociedad todavía tenga fuerzas para llevar a cabo una obra independiente, debe realizarla bajo su propia autoridad, gozando de la confianza de los ciudadanos, quienes muchas veces donaron gratuitamente todos sus tesoros al museo sólo para preservarlos, convirtiéndolos muchas veces en en un regalo al museo».

Como resultado de la reunión, la Sociedad asumió la responsabilidad de buscar un edificio para el museo y desarrollar su actividad sin ninguna ayuda de las autoridades.
En esta situación, ayudó un empresario estadounidense de ascendencia ucraniana, Lysyuk. Visitó Praga por motivos propios en 1929. Le sorprendió la cantidad de documentos y comprendió su importancia para la historia de Ucrania. Cuando se familiarizó con la naturaleza de los materiales recolectados y, al mismo tiempo, con la mala situación financiera del museo, Lysyuk aceptó financiarlo. El mantenimiento del museo costaba entonces unos 350 dólares anuales. Este apoyo financiero periódico contribuyó a fomentar la actividad llevada a cabo por la sociedad y el museo.
La Sociedad del Museo de la Lucha por la Liberación de Ucrania declaró el día festivo nacional de la reunificación de las tierras ucranianas, el 22 de enero, como Día del Museo de la Lucha por la Liberación de Ucrania en la asamblea general del 27 de junio de 1933. Dirigiéndose a los ucranianos con motivo de la creación de esta festividad, el profesor Ivan Horbachevsky escribió:

«El día de la festividad de la proclamación de dos grandes actos históricos, el 22 de enero de 1918 y el 22 de enero de 1919, es el día del MULS. Que en este día todos los ucranianos, hombres y mujeres, sirvan a la causa nacional ucraniana donando según sus capacidades... Al realizar este trabajo, los ciudadanos ucranianos harán todo lo posible para garantizar la existencia del Museo, cuyas colecciones no sólo prueban el difícil camino aprobado por el pueblo ucraniano, pero también lo llamamos a continuar la lucha por la independencia de Ucrania. Cumplamos todos plenamente este deber como respeto a la memoria de los inolvidables luchadores por la libertad y la independencia de Ucrania».
Ivan Horbachevsky

Por lo tanto, según los documentos, el objetivo principal de la Sociedad y sus miembros era preservar la idea de un Estado ucraniano y de la unidad nacional. Todos los folletos con tales llamamientos se enviaron a diversas instituciones y organizaciones, uniendo así un gran círculo de personas con ideas afines y luchadores por la independencia.
Con motivo de su 80 aniversario, el 21 de abril de 1934, la biblioteca del Museo de la Lucha por la Liberación de Ucrania recibió el nombre de su mecenas más destacado, el profesor Ivan Horbachevsky. En 1935, la junta directiva de la Sociedad celebró solemnemente su décimo aniversario organizando una exposición jubilar en el centro de Praga, en el Museo Industrial, con la bandera amarilla y azul de Ucrania ondeando en su techo. La exposición presentó fotografías de la vida de los fusileros ucranianos de Sich, obras de los ucranianos capturadas durante la Primera Guerra Mundial, así como muchas otras obras maestras. En el Gran Salón de la Facultad de Filosofía de la Universidad Carolina se celebró la Academia Solemne con motivo del décimo aniversario del Museo de la Lucha por la Liberación de Ucrania, en presencia de representantes de 35 instituciones y organizaciones ucranianas.

### Nuevo edificio

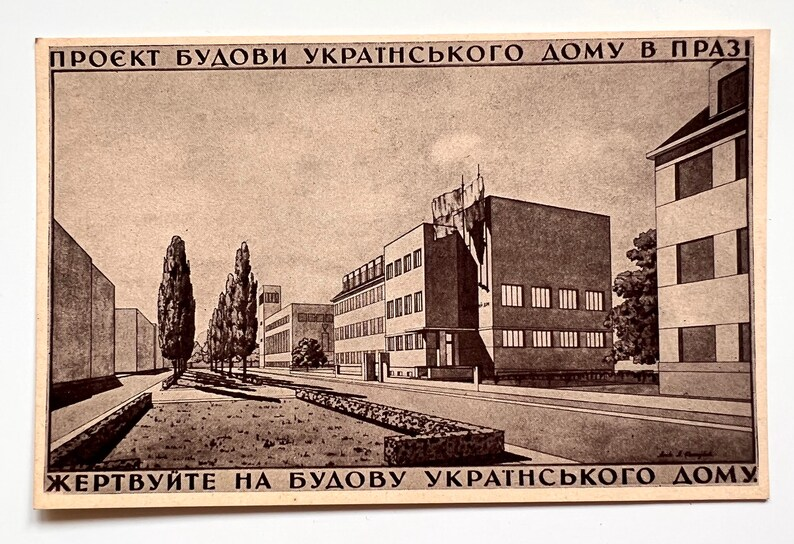
Proyecto de construcción del Museo de la Lucha por la Liberación de Ucrania

En la asamblea general del Museo de la Sociedad de Lucha por la Liberación de Ucrania el 9 de junio de 1927, Vladimir Starosolsky, profesor de derecho estatal en la UVU y la Academia Ucraniana de Comercio en Podebrady, propuso la idea de construir un edificio separado para el museo. Esta propuesta pasó a una fase activa en la asamblea general de la Sociedad el 7 de octubre de 1932, cuando el filántropo ucraniano Jacob Makogin  acordó cubrir la mitad del coste de su construcción. Posteriormente se decidió construir todo un complejo: una casa ucraniana, y el museo debía formar parte de ella. Muchos ucranianos envían sus donaciones a Praga respondiendo al llamamiento de la junta directiva de la Sociedad. La mayor contribución la hizo la Oficina Ucraniana en Londres, dirigida por Makogin y Kysilewskyj. 
El anuncio sobre la creación de la Casa Ucraniana y la petición de donaciones financieras para la construcción del edificio se publicaron en casi todos los periódicos de los emigrantes ucranianos. Estos llamamientos a menudo contenían llamamientos a la unidad y la creación de un Estado ucraniano independiente.
Sin embargo, la construcción de una nueva casa, la Casa Ucraniana, podría retrasarse muchos años, mientras que el almacenamiento de los fondos del museo era urgente. En 1937, la sociedad decidió no construir, sino comprar una casa terminada para el museo. Los principales impulsores de la compra de una casa para el museo fueron Dmytro y Stepan Smal-Stocki. El 16 de marzo de 1938, la junta directiva de la Sociedad de Museos compró un edificio de tres plantas en el número 6 de la calle Gorimirova, en el distrito de Nusle .  Durante 1938-1939 fue reconstruido para el museo. El 29 de junio de 1939 se inauguró una nueva exposición en el Museo en el nuevo edificio.

### En tiempos de Protectorado
En 1939, tras el colapso de Checoslovaquia como consecuencia del Tratado de Múnich y la proclamación del llamado Protectorado de Bohemia y Moravia, las autoridades alemanas nazis abolieron todas las organizaciones públicas en los territorios ocupados, incluida la Sociedad del Ministerio de Asuntos internos. Sin embargo, Antonovich, Narizny y otros lograron convencer a las autoridades del protectorado de que el Museo de la Sociedad de Lucha por la Liberación de Ucrania nunca ha estado involucrado y no planea involucrarse en política. El 6 de julio de 1940, las autoridades de ocupación aprobaron los estatutos de la Sociedad MVBU y le permitieron reanudar sus operaciones. En 1940 se celebró el 15º aniversario del Museo. La sociedad decidió celebrar este aniversario no con fuertes discursos y brindis, sino con una serie de ocho exposiciones temáticas sobre materiales de museo. Casi todas las exposiciones se organizaron en una gran sala de exposiciones y cinco salas más pequeñas en el nuevo edificio del Ministerio del Interior. La más significativa fue la exposición del centenario de la publicación de "Kobzar" de Taras Shevchenko, realizada a partir de materiales del departamento Shevchenko del Museo en el verano de 1940. Otras exposiciones se dedicaron a los siguientes temas: publicaciones periódicas ucranianas, calendarios ucranianos, publicaciones ucranianas en Asia, estatutos y reglamentos de instituciones y organizaciones ucranianas, atracciones de la comunidad académica ucraniana en Praga, klepsiders ucranianos y otros mensajes funerarios, tarjetas postales de instituciones ucranianas.
El museo estuvo constantemente bajo la supervisión de la Gestapo alemana, se llevaron a cabo varias búsquedas y, en 1943, el director del museo, Dmytro Antonovich fue arrestado. La guerra cortó por completo los vínculos del Museo con Estados Unidos, Canadá y Gran Bretaña, donde se encontraba su principal base financiera. En cambio, varios eruditos de Ucrania vinieron a Praga y permitieron que el museo distribuyera imágenes de su personal permanente a los especialistas del museo. Los profesores Vladimir Miyakovsky y Lev Okinshevich procedían del este de Ucrania. A Praga también llegó el profesor Vladimir Doroshenko. Todos ellos se convirtieron en colaboradores científicos a largo plazo del Museo y la Sociedad.
El mayor problema al que se enfrentó el Museo durante este período fue la falta de financiación. Según el periódico "Ukrainian Reality", el Museo de la Lucha por la Liberación de Ucrania a principios de 1943 aumentó las cuotas anuales de membresía para obtener más fondos. Aquellos que aportaban 30 marcos se convertían en miembros vitalicios de la Sociedad, y el nombre de la persona que aportaba 100 marcos aparecía en las listas de miembros. En las condiciones de la crisis militar, esto no llenó completamente la taquilla del museo.
El museo también llevó a cabo una intensa labor educativa a nivel nacional durante la guerra. Los estudiantes aquí a menudo recibían "lecciones de educación patriótica" informales, dirigidas por el director Dmytro Antonovych y su adjunto Naryzniy, así como por miembros de sus familias. A finales de 1944, el profesor Dmitry Antonovich fue hospitalizado para recibir un tratamiento prolongado. La junta directiva de la Sociedad aprobó por unanimidad a Simon Naryzniy como nuevo director. Sin embargo, dimitió y la junta directiva de la Sociedad nombró a Vladimir Doroshenko, quien ocupó el cargo hasta que abandonó Praga en abril de 1945. 

### Destrucción
Durante la operación de liberación de las tropas aliadas contra la Alemania nazi, se lanzaron toneladas de bombas sobre Praga ocupada por los nazis el 14 de febrero de 1945 y se destruyeron cientos de edificios, incluido el edificio del Museo de la Lucha por la Liberación de Ucrania. Se sacaron de los escombros muchos objetos y documentos de museo. Fueron trasladados a las instalaciones de la Biblioteca Nacional Checa en Clementinum, así como al archivo del Ministerio del Interior. 
Así lo atestiguó Natalia Narizhnyi, hija del director del museo de 1945 a 1948, Simon Narizhny, y de la poetisa de la Escuela de Praga, Irina Narizhny:

"... el miércoles 14 de febrero de 1945, exactamente a las 00:40, las bombas estadounidenses cayeron sobre Praga. El vuelo se realizó en el llamado estilo alfombra: los aviones Sebid cubrieron Praga en una determinada formación y al mismo tiempo En ese momento todos los pilotos presionaron botones mortales. El procedimiento duró cinco minutos y dejó más de cinco mil cadáveres en las calles de Praga (entre los cadáveres se encontraba la esposa del ex jefe de gobierno de la UPR, el profesor Isaac Mazepa, con dos nietas). en un parque cercano), edificios residenciales marcados con los carteles inscritos del mostrador principal de la Cruz Roja de Praga y del Museo. En algún lugar leí que había caído una bomba cerca del Museo. Esto es un error. La bomba cayó debajo de la puerta de entrada del Museo, arrancando el apartamento del conserje Gromas, el nuestro y los dos pisos bajo la mismísima flecha… Mi padre, que nunca había visto a mi madre en un estado tan histérico, me dio un manto para bajarlos y empezó a buscarlos. una vela y cerillas, así que bajó las escaleras un par de pasos detrás de mí. Como puedes ver, ya nadie escuchaba a mi madre. La comunidad que conocí en el pasillo simplemente dijo que “milostpani se afeitó” (en ucraniano será “la señora la benefactora está loca”). El almacén estaba completamente a oscuras. De repente, una pared se movió silenciosamente sobre mi espalda. Después de la fuerte oración de mi madre, del grito de María, y lo más importante, después de que el padre logró sacar hacia adentro la pierna derecha, reprimida por la puerta, el ladrillo y todo, fue necesario encontrar una manera en esa oscuridad, para salir de del refugio, donde era casi imposible respirar a causa del polen. En el momento en que todo parecía haberse ido, un pequeño rayo de sol atravesó de alguna manera las tablas y cayó sobre una gran pala.
Su padre, sin perder tiempo, agarró la pala en sus manos y comenzó a atravesar la pared hasta una casa cercana. María se calmó, su madre sólo fue bautizada en silencio. Al final se hizo un agujero en la pared y los cuatro Narizni pudieron meterse en la casa de al lado... El padre fue el primero en saltar a la calle. Regresó casi de inmediato. Su cabello negro era muy gris. El museo está destruido. Maxim Rylsky escribió: ... La lágrima algún día nacerá salada, cuanto más caliente es porque lo es.... Me tragué la lágrima."
Natalia Narizhnyi

### Liquidación
Después de la Segunda Guerra Mundial, las autoridades comunistas de Checoslovaquia cerraron oficialmente el museo. Los fondos del museo se exportaron a la URSS, donde se utilizaron para luchar contra la emigración ucraniana y la oposición al gobierno soviético en Ucrania. 
A medida que avanzaban los soviéticos, la intelectualidad ucraniana acudió en masa a Occidente. Quedaban en Praga quienes creían ingenuamente que "no hacían daño" trabajando por el desarrollo de la cultura ucraniana y que la URSS, una vez ganada la guerra, se convertiría en un Estado democrático bajo la influencia de los aliados occidentales y sería tolerante con sus actividades políticas. Entre esos "optimistas" estaba el Narizhnyi. Fue sobre él que recayó la misión más difícil de salvar las colecciones supervivientes. Las detenciones entre la emigración ucraniana estaban ganando impulso. Pero esto no asustó a Narizhnyi. Permaneció en Praga para custodiar los fondos del museo. Después de todo, era físicamente imposible llevar muchas toneladas de materiales al extranjero o esconderlos de forma segura en Checoslovaquia.
El 7 de abril de 1945, Simon inició la asamblea general de la Sociedad, en la que su presidente , Dmytro Doroshenko, propuso cambiar el nombre del museo por el de "Museo Ucraniano". Todos sintieron que los soviéticos no dejarían sola una institución con el nombre de "Museo de la Lucha por la Liberación de Ucrania". Por ello, recurrieron a cambiarle el nombre, ya que el nuevo nombre parecía más neutral que el anterior. El 19 de junio de 1945, los soldados de Smersh liderados por el teniente mayor Perlin declararon que todos los materiales del Ministerio del Interior en Clementinum y el archivo del Ministerio del Interior eran propiedad inviolable de la Unión Soviética . Fueron sellados oficialmente. Nadie informó a la dirección del museo sobre la confiscación real de los fondos del museo supervivientes. Como las autoridades comunistas checas ignoraron las quejas sobre tales acciones por parte de Narizhnyi, desesperado, escribió dos cartas a Stalin (6 de agosto y finales de septiembre de 1945), en las que demostraba que la propiedad del museo era propiedad del ucraniano. Sociedad de Museos. Y, curiosamente, pronto, siguiendo instrucciones de Moscú, las autoridades checas se vieron obligadas a entregar la propiedad del Museo Ucraniano a su propietario original. El caso fue ganado. Sin embargo, los fondos del museo fueron bloqueados y el edificio quedó destruido.
Narizhnyi tradicionalmente pedía ayuda a la diáspora en Estados Unidos, que era el principal patrocinador del museo. Sin embargo, la diáspora reaccionó con frialdad. Sospechaba que colaboraba con la URSS. En primer lugar, porque se dirigió directamente a Stalin. Y esto también provocó un desagradable malentendido. A saber: en octubre de 1945, el archivo del Gabinete Histórico de Ucrania, que era una institución estatal y propiedad del Ministerio de Asuntos Exteriores de Checoslovaquia, fue trasladado de Praga a la República Socialista Soviética de Ucrania . Luego, por orden directa de Beria, un grupo de destacados archiveros de Ucrania llegó a Praga y obtuvo del gobierno checoslovaco el consentimiento para exportar los materiales de la UIC al Archivo Histórico Estatal Central en Kiev "como regalo de Checoslovaquia a la Academia de Ciencias de Ucrania como señal de la sincera amistad de los pueblos checo y ucraniano". Este evento se discutió en uno de los números de la revista ilustrada checa "Svmt Sovetu" de 1945; se publicó una fotografía con la leyenda: "El gobierno checoslovaco transfiere el gabinete histórico de Ucrania al gobierno de la República Socialista Soviética de Ucrania". Este mensaje fue reimpreso en las principales revistas ucranianas de Occidente. Algunos editores "corrigieron" el nombre de la institución de "Gabinete Histórico de Ucrania" a "Museo de la Lucha por la Liberación de Ucrania". La diáspora sabía del cambio de nombre, pero nadie entendió la situación. Este artículo socavó la autoridad de Narizhnyi. Así, la mentira se convirtió en "verdad", aunque todos los archivos del museo que se conservan hasta 1945 se conservan intactos en Praga. Bajo la influencia de esta información, Lysyuk escribió una carta a S. Narizhniy en 1946 exigiéndole que le enviara por correo al menos los materiales de archivo más valiosos sobre la lucha de liberación nacional de Ucrania y le envió 200 dólares para el envío. Sin embargo, fue rechazada y se devolvió el dinero. Luego, en 1947, el antiguo mecenas del Ministerio del Interior y Comunicaciones de Ucrania, HK Lysyuk, fundó su propio Museo Nacional Ucraniano en Ontario, California, declarándolo heredero del supuestamente desaparecido Ministerio del Interior y Comunicaciones de Praga.
En 1946-1947, la prensa checa y eslovaca estuvo llena de discursos antiucranianos en relación con la presencia en el territorio de la república de unidades armadas del ejército insurgente ucraniano, que intentaban ingresar legalmente a Austria y Alemania (a la zona estadounidense). ) a través de Checoslovaquia. El 6 de febrero de 1947, el Comité Eslavo prosoviético envió una carta al Ministerio del Interior checoslovaco, en la que se hacía referencia al carácter "antisoviético" y "antiestatal" de las actividades de la Sociedad "Museo de la Liberación". "La lucha de Ucrania" en Praga en el pasado y exigió su prohibición. Me pregunto si, en esa situación, Narizhnyi recordó la propuesta de Lysyuk de llevar los fondos del museo a la neutral Suiza, incluso antes de la guerra.
El 6 de enero de 1947, el Dr. Volodymyr Galan (1893-1978), presidente del Comité Unido de Ayuda Ucraniano-Americano (UUARC) en Filadelfia, visitó Praga por casualidad. Quedó impresionado por la gran cantidad de objetos conservados en el museo y prometió ayuda financiera. UUARC era la organización ucraniana más destacada en Occidente. Fue fundada en 1944 para brindar asistencia material designada por el gobierno estadounidense a los ucranianos en el país y en la diáspora. Pero después de un tiempo, UUARC declaró, aparentemente bajo la influencia de Lysyuk, que estaba dispuesto a brindar asistencia financiera al museo con la condición de que todos sus fondos pasaran a ser de su propiedad. Narizhnyi finalmente aceptó esta propuesta. Se prepararon y certificaron oficialmente los documentos sobre la transferencia de la propiedad del Ministerio del Interior y Comunicaciones en Praga a la UUARC en propiedad permanente. Pero ya era demasiado tarde... El gobierno checoslovaco prosoviético, por supuesto, no permitió que el archivo del museo fuera transferido a los EE. UU., como lo demostraron los acontecimientos posteriores.
Ya a principios de marzo de 1948, las autoridades de seguridad establecieron una vigilancia secreta del Museo Ucraniano y de sus empleados. El 26 de marzo se cerró oficialmente el museo, se retiraron las llaves, los sellos y los "objetos de valor" de Narizhnyi y se liquidó la Sociedad "Museo de la Lucha por la Liberación de Ucrania". El 30 de marzo de 1948, su presidente, Zaklinskyi, recibió una resolución del Consejo Popular Zemsky sobre el cierre. En él, entre otras cosas, se daba el motivo de la liquidación del museo:

"La Sociedad "Museo de la Lucha por la Liberación de Ucrania", que tiene su sede en Praga desde 1925, ... fue fundada por un grupo de emigrantes ucranianos de derecha, que se apoyaba en varios opositores del régimen soviético, reunidos bajo el disfraz de trabajo científico, material político antisoviético...".

Zaklinskyi fue arrestado por la noche en una parada de transporte de la ciudad de Praga y enviado a un hospital psiquiátrico en Bognitz durante siete meses. Durante este tiempo se inició el proceso de exportación de los fondos del museo a la URSS. Ni las quejas ni los llamamientos de Simon Narizhnyi ayudaron a detener la liquidación del museo. Además, las autoridades estatales de Checoslovaquia no le ampliaron su derecho a permanecer en el país, por lo que a finales de febrero de 1950 él y su familia abandonaron el país.
Mientras tanto, en la segunda quincena de abril de 1948, por la noche llegaron al patio de Clementinum camiones cargados con algunos materiales de archivo del Ministerio del Interior y Comunicaciones. Los empleados de las Bibliotecas Nacional y Universitaria desconocían adónde fueron llevados estos materiales. Se consideró un "secreto de estado". Ya se sabe que la llegada de los materiales del Ministerio del Interior y Comunicaciones de Praga a la URSS tuvo lugar en 1958, por lo que en julio y diciembre de 1983 los fondos del museo se repartieron entre varias instituciones de la URSS. Algunos de ellos se establecieron en Moscú, mientras que otros terminaron en Ucrania, y fueron distribuidos entre los archivos de Kiev, Járkov, Lviv, Rivne y Ternopil . Más de ocho toneladas de material procedente de Kiev fueron transferidas al archivo histórico regional de Berehove en Transcarpatia . Algunos materiales del Ministerio del Interior y Comunicaciones se guardan en la Biblioteca Eslava y en los Archivos Centrales del Estado en Praga y Svydnik . 

## Descripción
El museo trabajó decididamente para acumular y conservar documentos y objetos expuestos de la historia de la Revolución Ucraniana. Al comienzo de la Segunda Guerra Mundial, sus fondos incluían más de un millón de objetos almacenados en el edificio de su museo. El museo tenía sus archivos.
Los fondos del museo se dividieron en 4 departamentos.
La primera sección de los fondos la constituyeron los documentos del Ministerio de Asuntos Exteriores de los gobiernos ucranianos y de sus misiones diplomáticas. 
La colección del museo incluía muchos documentos históricos importantes, así como obras de arte de Galina Mazepa, Mykhailo Mykhalevych, Georgy Narbut, Oksana Lyaturinska, Robert Lisovsky, Pavel Kovzhun, Svyatoslav Gordinsky, Mykola Butovich, Yuri Vovk y muchos otros.

## Secuelas
Hoy en día, parte de los materiales del museo relacionados con la política exterior regional de la República Popular de Ucrania y el Estado de Ucrania en el Báltico y el Mar Negro se encuentran en el Archivo Central Estatal (Praga). Otra parte del material llegó a la Federación de Rusia, Canadá y Estados Unidos. Hasta 100 archivos de más de 10 fondos del "Archivo Ucraniano de Praga" (fondos "Ministerio de Asuntos Exteriores de la República Popular Ucraniana de Ucrania" R-6087, "Secretaría de la República Popular Ucraniana" R-7527, "Misión Diplomática de la República Popular Ucraniana en París" R-6275, "Delegación de la República Popular Ucraniana" en la Conferencia de Paz en París" Р-7027. 